# 朱奐
朱奐（1825年—1858年4月15日），字章士，號礪山，一號雪邨，四川重慶府合州人，清朝進士。

## 生平
朱奐于道光二十六年（1846年）中丙午科举人，二十七年（1847年）联捷丁未科张之万榜三甲第二十七名进士。欽點即用知縣，籤分廣東，以父母就衰呈請終養回籍，家居十一年，咸豐八年（1858年）三月二十二日卒于家，年僅三十有四。

## 家族
高祖朱耀先，明進士。

## 著作
《民国新修合川县志》收录有朱奐所作之《祀王立论》，批驳南宋末年镇守钓鱼城的将领王立最终降元保全百姓之事：
予游钓鱼山，山有祠祀余玠、张珏诸公，并祀王立。予心疑之。祀立者，以其虽降，而能存宋之遗民也。夫以存遗民为可降，则厓山移驻民之死亡几尽矣，文山谙人何不屈一己之节以恤疮痍之众？张珏当渝城攻围之日，生灵讵止数万，能必其城破不遭屠杀乎？亦可降以保全之，何弗降？盍自古有死，无信不立。守土者虽时势万不可为，亦祗尽心筹战守之策，为百姓扦蔽，济时斯民之福，不济则率民死难使民皆为忠义之民，于民乎何负，恶可降耶？且即谓立为民降，心终可原，而既以城降元，俾宋民保不死，即当以身殉宋，随宋祚以俱终。如此，则元之君臣感立报国之忠，爱民之仁，愈不忍伤城中之赤子矣。立乃复受元官爵。噫！责立之降，立犹有辞；责立之不死，立何以自解乎？予故见立之祀而心疑之。